# Chiese di Gaeta

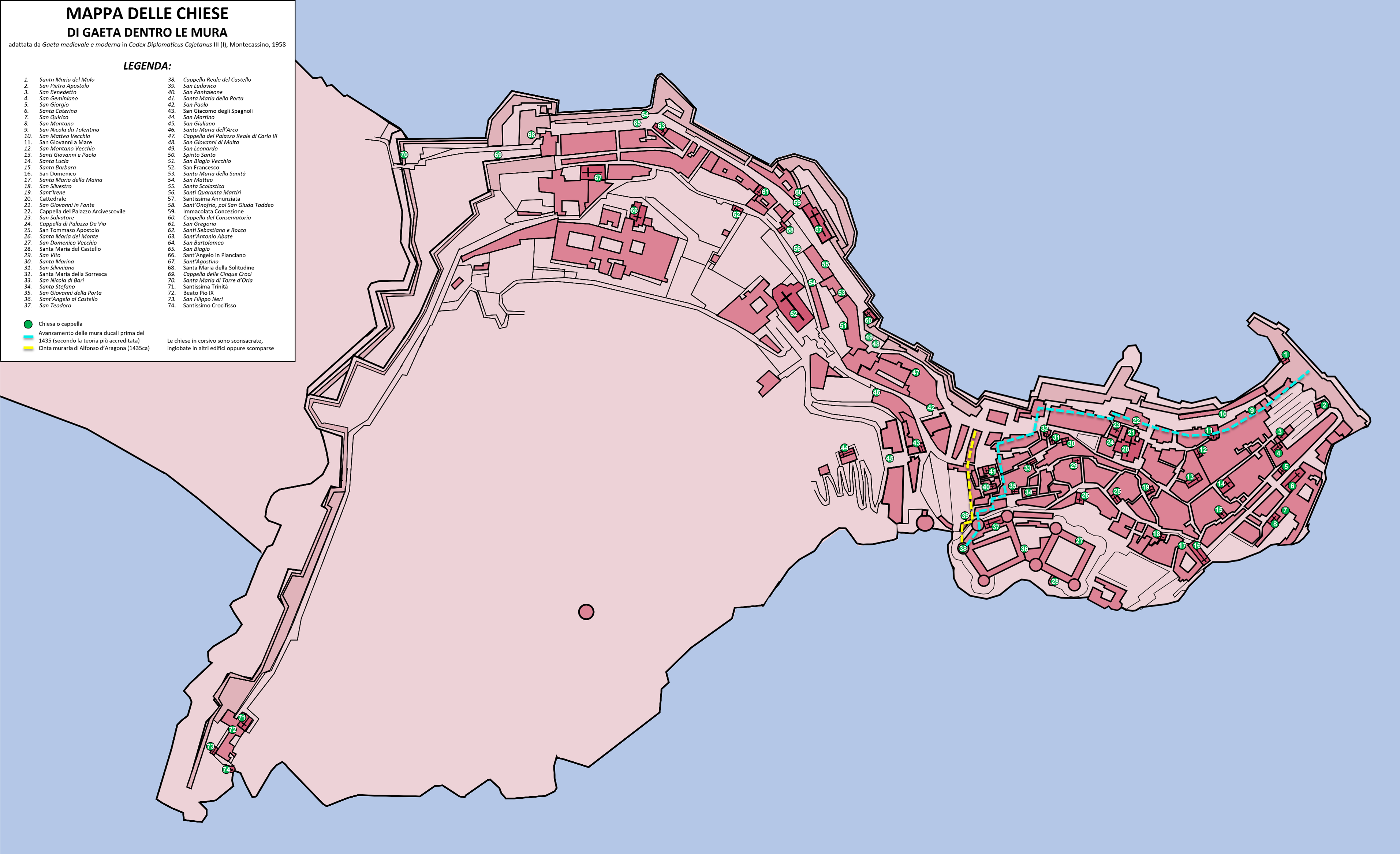
Mappa di Gaeta con l'indicazione della posizione delle chiese situate entro le mura.

Le chiese di Gaeta sono gli edifici di culto cristiani situati entro i confini dell'odierno comune di Gaeta, comprendendo quindi sia il centro abitato, sia il territorio circostante.

## Storia

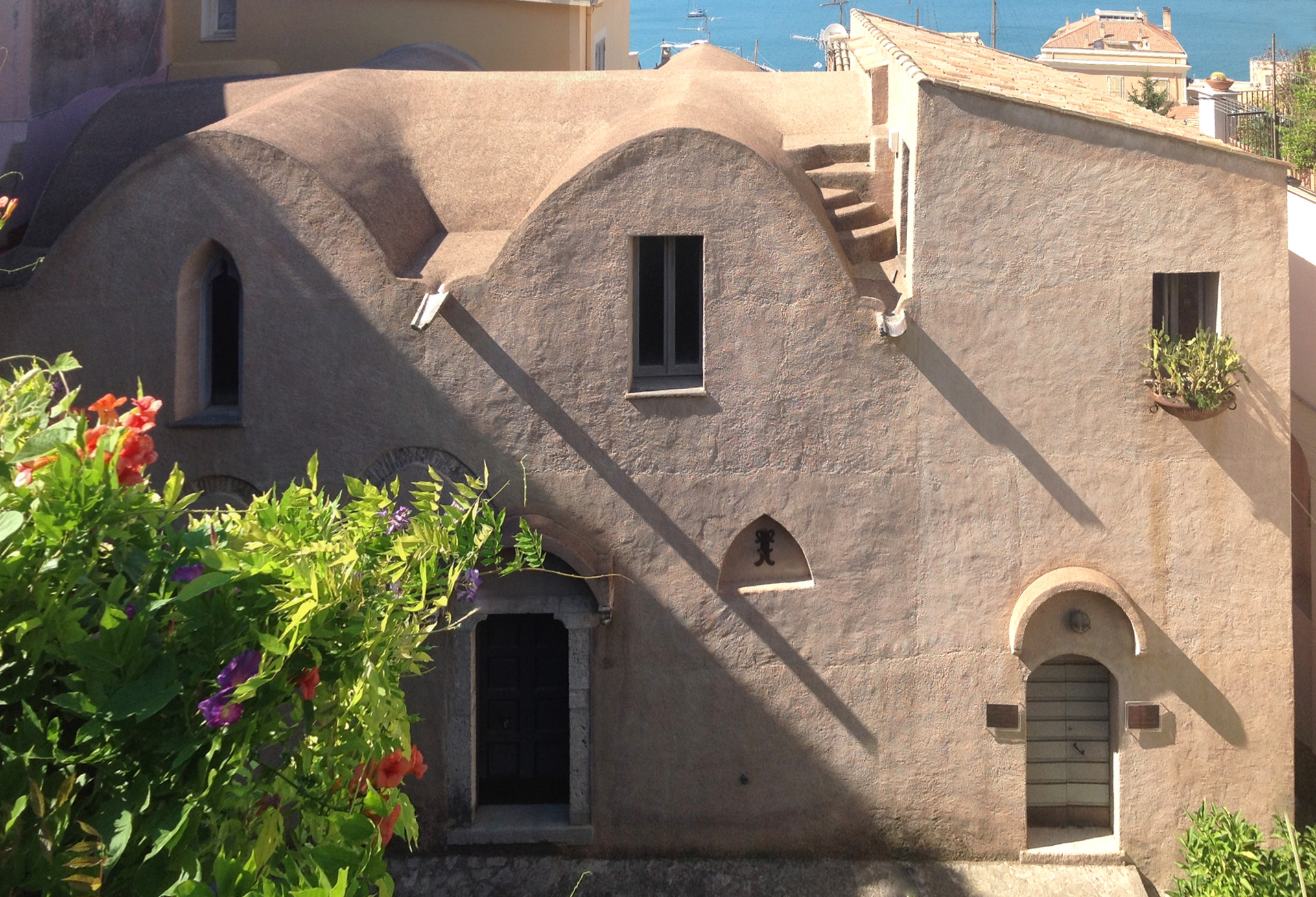
Veduta esterna della ex chiesa di San Giovanni della Porta; la sua conformazione è quella tipica degli edifici di culto secondari di epoca medievale della città, con breve navata unica di due campate preceduta da un avancorpo e terminante con un'abside (nel presente caso non sporgente); inoltre la volta a crociera estradossata, secondo l'uso campano, è un elemento che accomuna buona parte delle costruzioni religiose della città.

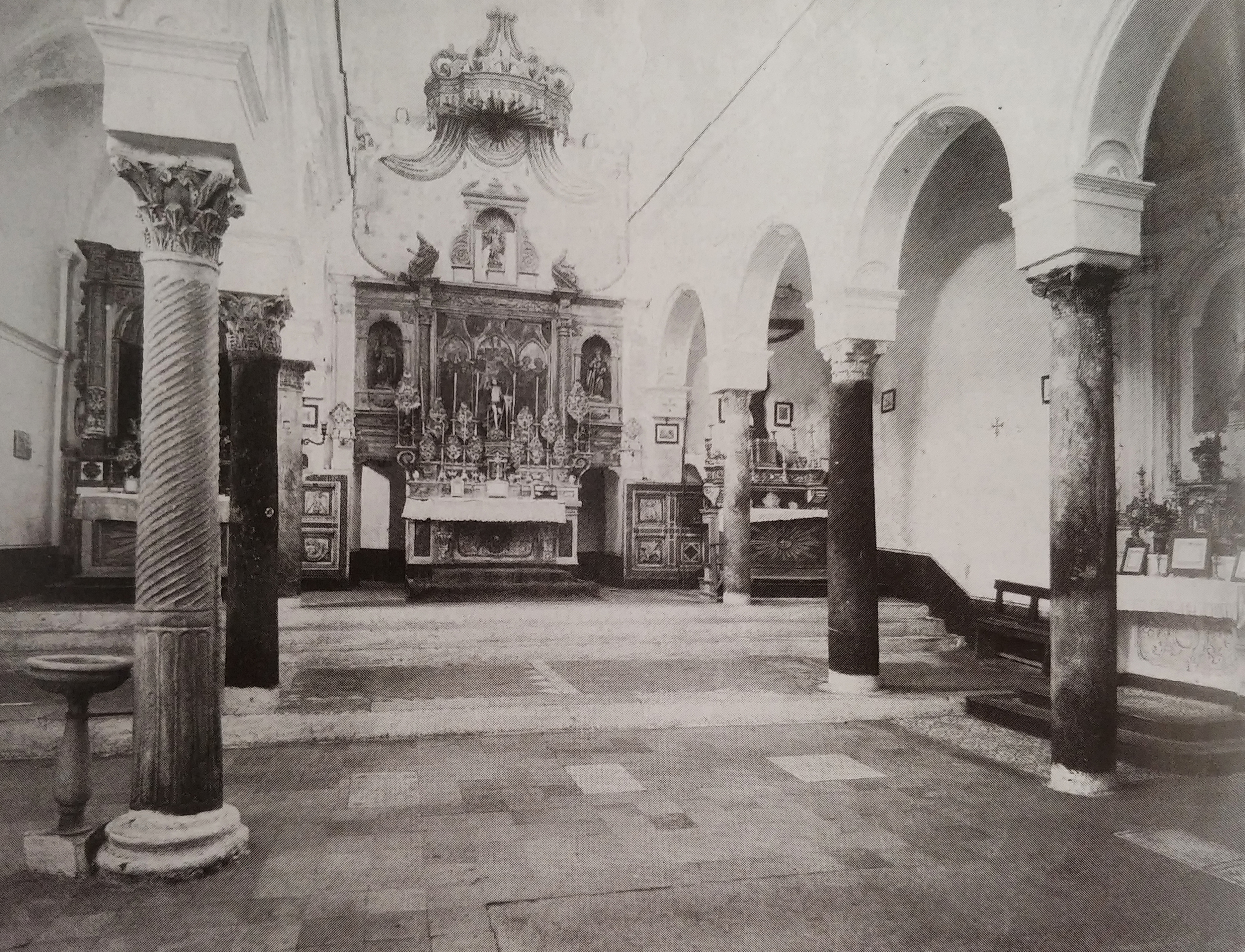
Interno della ex chiesa di Santa Lucia in una fotografia degli anni 1890; fondata nell'XI secolo e completata nel XIII, come molte altre chiese della città tra il XVII e il XVIII secolo fu arricchita di una veste barocca, poi rimossa nella prima metà del XX secolo per riportare l'edificio ad un aspetto prossimo alla sua ipotetica conformazione originaria; Santa Lucia fu una delle più antiche parrocchie di Gaeta (il cui parroco aveva il privilegio di indossare la mitria) e cappella palatina durante la permanenza a Gaeta del re di Napoli Ladislao I (1387-1399).

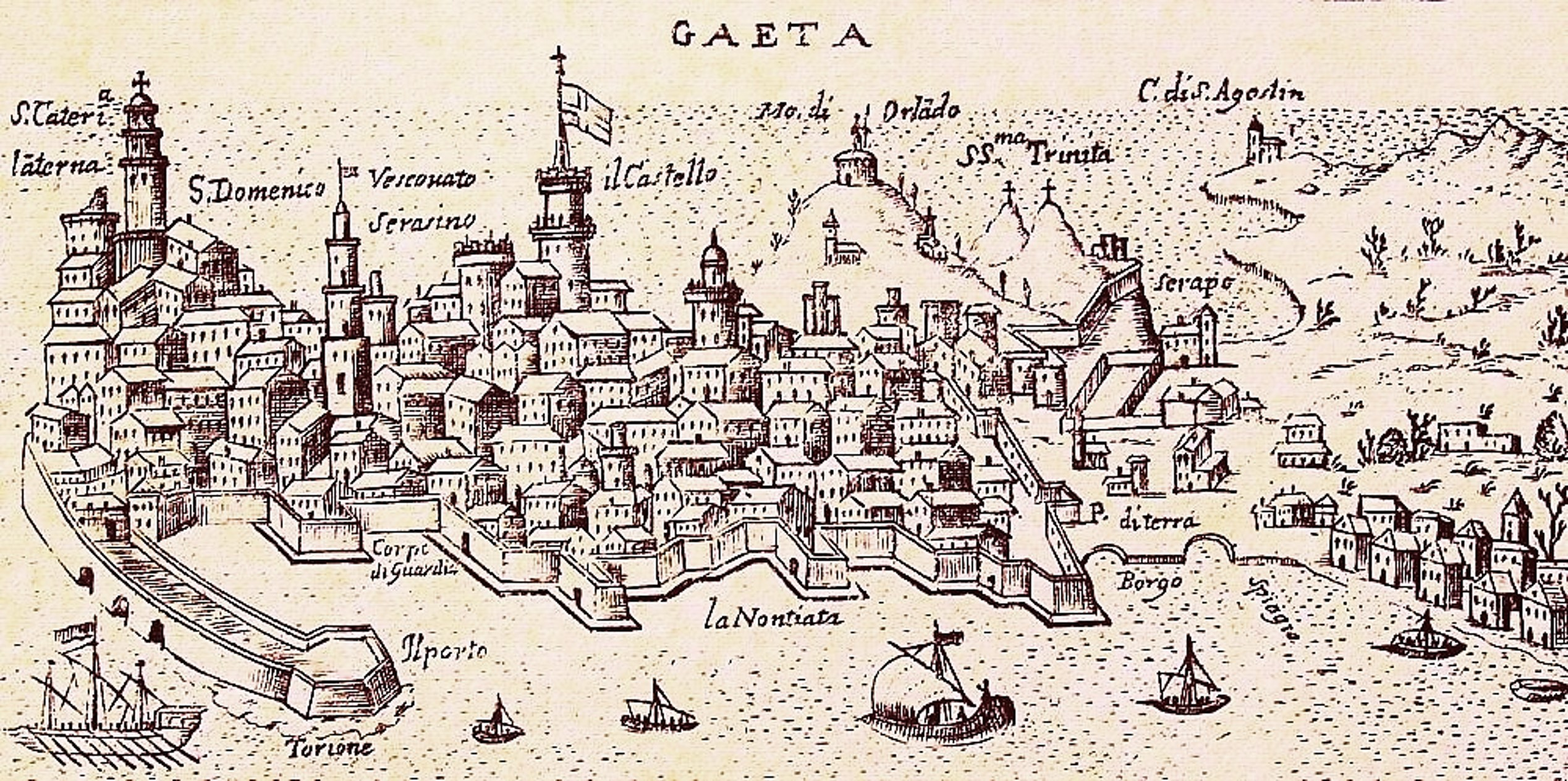
Veduta secentesca di Gaeta con l'indicazione delle principali chiese.

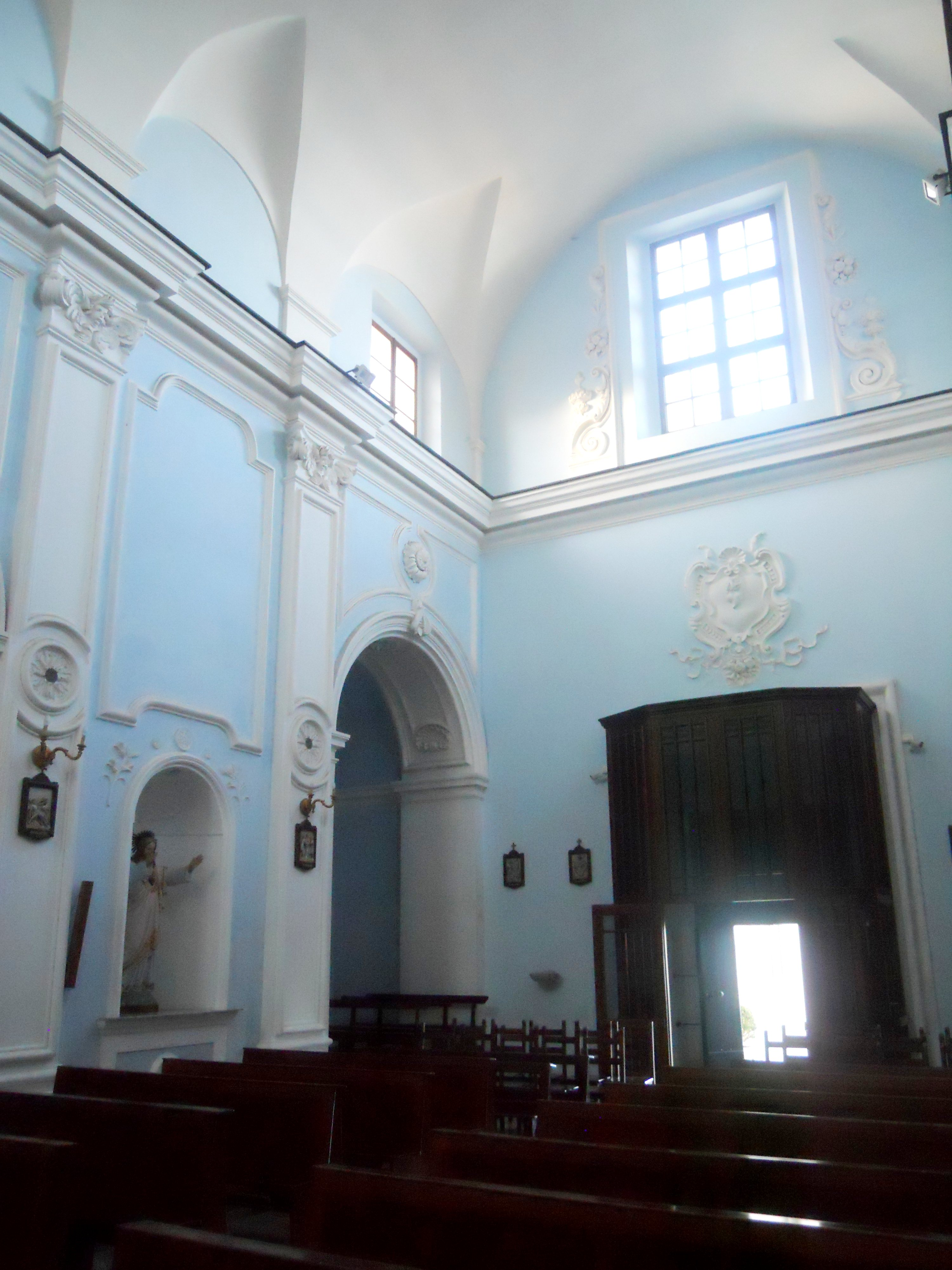
Interno verso la controfacciata della secentesca chiesa di Santa Maria di Porto Salvo, nel Borgo: sopra il portale vi è lo stemma dell'ordine degli agostiniani scalzi che ne promosse la costruzione insieme all'annesso convento e la officiò fino alla soppressione del 1809.

Le prime comunità cristiane a Gaeta comparvero, al pari della vicina Formia, non prima della fine del III secolo. In questo periodo si ebbe infatti la predicazione di Erasmo, primo vescovo di Formia. Questa dovette riflettersi anche su Gaeta, se in quegli stessi anni, secondo le agiografie, l'ex soldato convertitosi al cristianesimo Efisio vi ricevette il battesimo.
Le dimensioni dell'abitato - e della comunità cristiana - erano all'epoca ancora modeste. Una svolta si ebbe nel VI secolo con la guerra greco-gotica e la successiva invasione longobarda quando i maggiori centri romani della zona furono saccheggiati o distrutti. In questo contesto ha inizio in ottica difensiva la migrazione da parte delle popolazioni delle vicine città romane nella parte terminale della penisola gaetana. Nel giro di due secoli e mezzo, con la crescita di quest'ultimo insediamento, avviene anche il trasferimento - prima de facto e poi anche de iure, della sede vescovile da Formia (che aveva già assorbito quella di Minturno) a Gaeta.
Al 604 risale la prima menzione di una chiesa a Gaeta: si tratta di San Giorgio, edificata non più di 20 anni prima nella parte alta del castrum. San Giorgio rientrava tra le quattro parrocchie tradizionalmente ritenute le più antiche della città, assieme a Santa Maria in Pensulis, San Pietro e San Tommaso. I quattro parroci avevano almeno fino al '500 il diritto a indossare la mitra e a camminare vicino al vescovo nelle processioni. San Pietro conservava ancora il privilegio del priore mitrato alla fine del XVIII secolo.
Altre chiese sorte probabilmente nel VII secolo sono San Lorenzo, Santa Scolastica e Santa Maria del Parco. La prima era una situata in un casale nella valle di Pontone, chiamato appunto Massa Laurenziana, di proprietà del Patrimonio di San Pietro; la seconda era un'antichissima grancia dell'Abbazia di Montecassino; la terza fu scelta intorno all'842 come rifugio dal vescovo di Formia, che vi nascose anche le reliquie dei santi formiani per paura di un saccheggio saraceno. Tra il 760 e il 780 l'area fu cinta da un nuovo circuito murario, da cui forse deriva l'appellativo "de parcu".
Tra la fine dell'VIII e l'inizio del IX secolo sono databili le chiese di San Salvatore, in un primo momento lasciata fuori dalle mura, e Santi Cosma e Damiano, in un nascente borgo a oltre 2 km dalla città murata.
Nel corso del IX secolo vengono costruite le parrocchie di Santa Maria fuori Porta, San Silviniano, Santa Irene e i monasteri di San Teodoro e Sant'Angelo in Planciano. Nel X secolo nascono le parrocchie di Santi Giovanni e Paolo, San Nicola, San Giovanni a Mare, Santa Barbara, i monasteri femminili di Santa Maria e San Quirico (anche parrocchie) e le chiese di San Giacomo (poi degli Spagnoli), San Giovanni in Fonte e Santa Maria del Molo. Dopo il 1000 e per i quattro secoli successivi fu un continuo costruire di chiese, con fasi più intense corrispondenti a periodi di maggiore prosperità economica della città.
Durante i regni di Ladislao e sua sorella Giovanna, Gaeta raggiunse forse il culmine del suo splendore, divenendo la seconda capitale del Regno di Napoli. Anche il numero di edifici religiosi funzionanti è ragguardevole: intorno al 1420 si hanno 21 parrocchie dentro le mura (in un'area di neanche 15 ettari) e 6 al di fuori, 3 monasteri benedettini femminili e 3 maschili con relative dipendenze, 1 abbazia cistercense, 2 conventi francescani, 1 domenicano e 1 agostiniano, 2 grange certosine e una ventina di altre chiese e cappelle.
Con l'avvento del periodo aragonese, la crescita economica si arrestò e la popolazione subì una lieve riduzione. Nel 1440 la parrocchia di San Ludovico, demolita la chiesa originaria per motivi militari, fu trasferita in Santa Maria di Porta. Nel 1481 alcune chiese furono soppresse e unite al Capitolo della Cattedrale dal vescovo Francesco Patrizi: Santi Cosma e Damiano dentro Gaeta, San Pantaleone, Santa Marina, Sant'Ambrogio del Monte e Santa Maria di Casaregola.
Il declino più drammatico, in tutti i sensi, si ebbe durante le guerre d'Italia del 1494-1504, vissute dai gaetani in prima persona. Il saccheggio operato dai soldati francesi nel giugno del 1495 colpì soprattutto le ricche chiese di Gaeta, devastate e private di preziosi ornamenti ed ex-voto accumulati nei secoli.
Nel XVI secolo ebbe inizio lo spopolamento di Gaeta in favore del suo Borgo, complice la costruzione dei bastioni e la conseguente forte riduzione nelle attività mercantili. La sovrabbondanza di parrocchie nella città murata divenne evidente alle stesse autorità ecclesiastiche, che decretarono l'accorpamento di numerose parrocchie nel corso del secolo. La prima parrocchia a essere abolita - non si sa con precisione quando - è quella di Santo Stefano. Nel 1519, su iniziativa dell'allora vescovo Cardinale De Vio, San Salvatore fu soppressa e annessa al Duomo con Bolla di Leone X. L'accorpamento è confermato da una Bolla di Clemente VII del 1530. Nel 1550 con Breve di Giulio II la parrocchia di San Geminiano o Santi Lucia e Geminiano fu incorporata a quella di Santa Barbara. Ben sei parrocchie propter earum vicinitatem quommodo superfluae furono soppresse nel 1569 con Bolla di Pio V: San Giorgio, Santa Irene, San Silviniano, Santi Giovanni e Paolo, San Vito, San Silvestro; la decisione fu confermata da una Bolla del 1575 di Gregorio XIII. Se si rendeva necessario ogni volta un decreto papale per confermare l'abolizione non è azzardato ipotizzare un'opposizione più o meno tenace da parte dei parroci o dei fedeli.
Tra la fine del '500 e gli inizi del '600 vengono però istituite tre nuove parrocchie nel Borgo: San Giacomo nel 1571, San Carlo nel 1620, San Sergio nel 1638. La costruzione di chiese e cappelle, soprattutto mariane, ebbe un nuovo impulso nel periodo della Controriforma. Nuovi ordini religiosi si affacciarono su una scena ancora dominata da benedettini, cistercensi e francescani conventuali: camilliani, cappuccini, scolopi e agostiniani scalzi.
Nei primi anni del '700 il numero di chiese consacrate è di nuovo molto alto. Nella relazione della visita pastorale del 9 aprile 1725 il vescovo Carlo Pignatelli rilevava con un certo compiacimento che nella città racchiusa entro le mura, in cui vivevano 2 996 persone esclusi soldati, regolari ed esposte, erano attive ben 35 chiese, tra cui 11 parrocchie e 6 monasteri. Il Borgo con i suoi 6 814 abitanti annoverava invece 4 parrocchie, 3 monasteri e diverse altre chiese e cappelle rurali.
Nella seconda metà del XVIII secolo si registra una flessione nel numero di sacerdoti, religiosi e chiese attive, che si accompagna a una certa stagnazione demografica ed economica. Il "colpo di grazia" alle attività religiose fu dato dal governo decennale francese, che abolì diverse parrocchie e quasi tutti i monasteri della città. Le chiese di Gaeta, ridotte in numero e quasi tutte versanti in cattive condizioni, videro un nuovo periodo positivo nei nove mesi di esilio di Pio IX in città e negli anni successivi, quando per ordine di Ferdinando II molte chiese furono restaurate o ricostruite e alcune cappelle edificate ex novo.
Con l'Unità d'Italia la situazione per le chiese, in particolare quelle pertinenti a ordini religiosi, peggiorò nuovamente con le leggi anticlericali. Nonostante ciò, la crescita demografica impedì una riduzione del numero di parrocchie, che per tutto il secolo rimasero in numero di 8.
La parrocchia di San Giovanni a Mare fu accorpata alla Cattedrale nei primi decenni del '900. La parrocchia di San Biagio cessò di fatto di esistere intorno al 1955, quando ne fu abbattuta la chiesa; de iure non è mai stata soppressa. La parrocchia di San Pietro nel 1895 era stata ufficialmente assegnata alla chiesa di San Giovanni della Porta, nel 1930 passò a San Domenico e fu infine soppressa alla fine degli anni '70. La parrocchia di Santa Lucia si trasferì in Santa Caterina e fu poi accorpata alla Cattedrale nel 1987.
Nel Borgo sussistono ancora le tradizionali tre parrocchie di San Giacomo, Santi Cosma e Damiano e San Carlo. Con il boom economico e la crescita demografica degli anni '60 furono erette due nuove parrocchie: San Nilo nel 1963 e San Paolo nel 1964. Nel 1986 fu infine eretta nominalmente la parrocchia di Santo Stefano, ma l'inaugurazione della chiesa avvenne solo nel 2014. Il numero delle parrocchie si attesta quindi su sette.
Con il recente abbandono del convento dell'Addolorata da parte delle suore crocifisse adoratrici dell'Eucarestia, rimangono solamente due complessi religiosi regolari: la Santissima Trinità (PIME) e N.S. della Misericordia (SMMP). Il numero delle chiese aperte al culto è evidentemente appiattito su queste e poche altre chiese. Nonostante l'incuria e i danni subiti durante la seconda guerra mondiale, rimangono però visibili e talvolta visitabili ancora numerosissime chiese sul territorio.

## Legenda
Nel compilarne un elenco completo, gli edifici di culto cristiani della città sono stati sistematicamente suddivisi in due parti ("dentro le mura" e "fuori le mura") e in diverse categorie. Determinare una tassonomia delle chiese è alquanto problematico; a tal riguardo, in questa sede una più complessa classificazione posposta al nome tradizionale è stata preferita a un generico prefisso "ex". Le chiese sconsacrate (esistenti e non) sono state indicate in corsivo. Parimenti, l'intestazione "chiesa di" o "cappella di" è stata generalmente evitata, specificando per semplicità unicamente il titolare e sue eventuali modificazioni nel tempo. Apparenti ripetizioni sono dovute a riedificazioni in altro luogo od omonimia. Un ulteriore aspetto problematico è costituito dalla distinzione tra chiese e cappelle, che potrebbe indurre a considerare quest'ultime come chiese "improprie" ed estranee dello scopo dell'elenco. La distinzione è storicamente labile e non può essere facilmente ricondotta a criteri dimensionali o funzionali, come testimonia la frequente espressione chiesa seu cappella.

## Edifici di culto cattolici

### Edifici di culto dentro le mura
| Nome                                                                     | Ubicazione                                                                                      | Fondazione                  | Ultimi interventi di rilievo            | Stile architettonico prevalente                                         | Stato attuale                                                                    | Note | Immagine |
| ------------------------------------------------------------------------ | ----------------------------------------------------------------------------------------------- | --------------------------- | --------------------------------------- | ----------------------------------------------------------------------- | -------------------------------------------------------------------------------- | --- | -------- |
| Santissima Addolorata già San Raffaele in origine San Gregorio           | Via Annunziata 41°12′44.85″N 13°34′49″E                                                         | XIV secolo                  | 1855                                    | neoclassico                                                             | non officiata                                                                    | sede della confraternita di San Gregorio fino al 1771 poi annessa ad un convento delle Suore mantellate serve di Maria (fino al 1906) e successivamente delle Suore crocifisse adoratrici dell'Eucaristia (fino al 2015)                                                                                               |          |
| Sant'Agostino                                                            | Via Begani 41.212902°N 13.577032°E                                                              | 1421                        | ?                                       | ?                                                                       | scomparsa                                                                        | annessa ad convento di agostiniani e sede confraternita di Santa Monica fino al 1809 |          |
| Sant'Angelo al Castello                                                  | Salita Castello 41.207528°N 13.585204°E                                                         | 1230                        | ?                                       | ?                                                                       | scomparsa                                                                        | annessa ad convento di domenicani fino al 1308 |          |
| Sant'Angelo in Planciano                                                 | Via della Breccia 41.212576°N 13.578349°E                                                       | prima dell'899              | 1851                                    | neoclassico                                                             | non officiata                                                                    | annessa ad un monastero benedettino maschile soppresso nel 1809 |          |
| Santissima Annunziata                                                    | Via Annunziata 41.211483°N 13.580418°E                                                          | 1321                        | XVII secolo                             | barocco                                                                 | officiata                                                                        | annessa allo Stabilimento della Santissima Annunziata, santuario dal 2009 |          |
| Sant'Antonio Abate poi detta San Biagio                                  | Lungomare Caboto 41.213483°N 13.578858°E                                                        | 1200 circa                  | XVIII secolo                            | barocco                                                                 | scomparsa, sopravvive la parete fondale dell'abside                              | originariamente appartenende all'ordine di Sant'Antonio di Vienne, dal 1838 sede della parrocchia di San Biagio e della confraternita di Santa Monica |          |
| Santa Barbara                                                            | Salita Chiaromonte, I traversa sinistra 41.208102°N 13.588762°E                                 | prima del 1002              | ?                                       | romanico                                                                | inglobata in altri edifici                                                       | già sede della parrocchia omonima |          |
| San Bartolomeo                                                           | Lungomare Caboto 41.213605°N 13.578445°E                                                        | prima del 1409              | ?                                       | ?                                                                       | scomparsa                                                                        | giuspatronato della famiglia Maltacea fino al 1409, poi della famiglia Gattola sede della confraternita omonima |          |
| San Benedetto                                                            | Via Pio IX 41.209091°N 13.589546°E                                                              | prima dell'887              | XIV secolo                              | romanico                                                                | parzialmente crollata, in stato di abbandono                                     | parrocchia soppressa nel 1810 |          |
| San Biagio Vecchio                                                       | Piazza Sebastiano Conca 41.210435°N 13.582041°E                                                 | prima del 1028              | 1623                                    | ?                                                                       | scomparsa                                                                        | parrocchia trasferita nella nuova chiesa di San Biagio nel 1695 |          |
| San Biagio                                                               | Lungomare Caboto 41.213505°N 13.57818°E                                                         | 1695                        | ?                                       | ?                                                                       | scomparsa                                                                        | sede della parrocchia omonima e della confraternita di Santa Monica fino al 1838 |          |
| San Biagio (provvisoria)                                                 | Via Annunziata 41.212643°N 13.580169°E                                                          | ?                           | ?                                       | ?                                                                       | locali al pianterreno del palazzo Reale di Ferdinando II                         | sede provvisoria negli anni 1950 e agli inizi del secolo successivo della parrocchia di San Biagio |          |
| Santa Caterina d'Alessandria                                             | Via Pio IX 41.208221°N 13.589533°E                                                              | XIV secolo                  | 1855                                    | neoclassico                                                             | non officiata                                                                    | annessa ad un monastero benedettino femminile fino al 1451, poi cistercense femminile soppresso nel 1809; sede della parrocchia di Santa Lucia dal 1972 al 1987 |          |
| Cappella delle Cinque Croci                                              | Lungomare Caboto 41.212854°N 13.575323°E                                                        | 1850 circa                  | ?                                       | neogotico                                                               | scomparsa                                                                        | ai piedi del bastione Cappelletti |          |
| Cappella del Conservatorio                                               | Via Annunziata 41.212344°N 13.581002°E                                                          | 1321                        | XVII secolo                             | barocco                                                                 | sconsacrata                                                                      | all'interno dello Stabilimento della Santissima Annunziata |          |
| Cappella del Palazzo Reale di Carlo III                                  | Via Faustina 41.209885°N 13.583182°E                                                            | XVIII secolo                |                                         |                                                                         | scomparsa                                                                        | |          |
| Santi Cosma e Damiano                                                    | ?                                                                                               | ?                           | ?                                       | ?                                                                       | scomparsa                                                                        | parrocchia accorpata a Santa Marina prima del 1425 |          |
| Santissimo Crocifisso                                                    | Via Santissima Trinità 41.205862°N 13.571086°E                                                  | XVI secolo                  | ?                                       | barocco                                                                 | non officiata                                                                    | all'interno del complesso della Santissima Trinità |          |
| San Curcio                                                               | ?                                                                                               | prima del 1306              | ?                                       | ?                                                                       | scomparsa                                                                        | |          |
| San Domenico Vecchio                                                     | Salita Castello 41.207866°N 13.586092°E                                                         | 1222                        | ?                                       | romanico                                                                | scomparsa                                                                        | annessa ad un convento dei domenicani soppresso nel 1308 |          |
| San Domenico                                                             | Via Aragonese 41°12′26.89″N 13°35′16.98″E                                                       | 1308                        | 1449                                    | gotica                                                                  | saltuariamente officiata                                                         | annessa ad un convento dei domenicani e sede della parrocchia omonima e della confraternita del Rosario fino al 1809; sede della parrocchia di San Pietro dal 1930 fino alla soppressione della stessa fine degli anni 1970                                                                                            |          |
| Santi Erasmo e Marciano e Santa Maria Assunta già Santa Maria del Parco  | Via Duomo 41°12′31.32″N 13°35′12.48″E                                                           | VII-IX secolo               | 1788-1793 (interno) 1903-1950 (esterno) | romanico (campanile) neogotico (facciata) barocco-neoclassico (interno) | officiata                                                                        | cattedrale e basilica minore, sede delle parrocchie di Santa Maria Assunta e di San Biagio |          |
| San Filippo Neri già Santi Anna e Nicola                                 | Via Santissima Trinità 41.205862°N 13.571086°E                                                  | XVI secolo                  | dopo il 1698                            | barocco                                                                 | sconsacrata                                                                      | all'interno del complesso della Santissima Trinità |          |
| San Francesco                                                            | Via San Giovanni Bosco 41°12′39.02″N 13°34′51.38″E                                              | 1283                        | 1870                                    | neogotico                                                               | officiata                                                                        | Ordine dei frati minori poi Società Salesiana di San Giovanni Bosco fino al 1992 |          |
| San Geminiano o Santi Lucia e Geminiano                                  | tra la chiesa di San Benedetto e quella di Santa Caterina d'Alessandria 41.208737°N 13.589473°E | prima del 1306              | ?                                       | ?                                                                       | scomparsa                                                                        | sede dell'omonima parrocchia soppressa nel 1550 |          |
| San Giovanni a Mare                                                      | Via Bausan 41°12′32.54″N 13°35′18.28″E                                                          | XI secolo                   | XIII secolo                             | romanico                                                                | officiata                                                                        | sede dell'omonima parrocchia soppressa agli inizi del XX secolo, già sede dell'arciconfraternita di San Giuseppe dal 1628 |          |
| San Giovanni de Folle                                                    | ?                                                                                               | prima del 1393              | ?                                       | ?                                                                       | scomparsa                                                                        | |          |
| San Giovanni della Porta                                                 | Via San Giovanni 41°12′29.84″N 13°35′05.35″E                                                    | X secolo                    | XIX secolo                              | gotico                                                                  | sconsacrata                                                                      | affidata ai monaci benedettini fino al XIV secolo, dipendenza del monastero dei Santi Teodoro e Martino fino al 1436 e di quello di Sant'Angelo in Planciano fino al 1788; sede della parrocchia omonima dal 1436, e di quella di San Pietro dal 1805 al 1930, prima che quest'ultima fosse trasferita in San Domenico |          |
| San Giovanni di Malta                                                    | Via Faustina 41.210226°N 13.582505°E                                                            | 1225                        | ?                                       | ?                                                                       | scomparsa                                                                        | appartenente al Sovrano Militare Ordine di Malta (maschile) |          |
| Santi Giovanni e Paolo poi Santa Maria dell'Orazione e Morte             | Via Regina Maria Sofia 41.20843°N 13.585458°E                                                   | prima del 954               | XVII-XVIII secolo                       | barocco                                                                 | sconsacrata, ricostruita in forme contemporanee                                  | sede dell'omonima parrocchia soppressa nel 1569, e dal 1560 della confraternita dei Neri o di Santa Maria dell'Orazione e Morte |          |
| San Giovanni in Fonte                                                    | Piazza Papa Gelasio 41.209048°N 13.586981°E                                                     | prima del 1003              | ?                                       | romanico                                                                | scomparsa                                                                        | battistero della cattedrale |          |
| San Giorgio                                                              | Salita Chiaromonte, I traversa sinistra 41.208479°N 13.589076°E                                 | prima del 604               | ?                                       | romanico                                                                | scomparsa                                                                        | sede dell'omonima parrocchia "mitrata" soppressa nel 1569 |          |
| San Giuda Taddeo                                                         | Via Angioina 41.21186°N 13.580249°E                                                             | 1855                        |                                         | neogotico                                                               | sconsacrata                                                                      | |          |
| San Giuliano                                                             | Via de Lieto 41.209419°N 13.58207°E                                                             | ?                           | ?                                       | ?                                                                       | scomparsa                                                                        | |          |
| Immacolata Concezione o Cappella d'Oro                                   | Via Annunziata 41.211926°N 13.580939°E                                                          | 1321                        | 1513                                    | rinascimentale                                                          | sconsacrata                                                                      | all'interno dello Stabilimento della Santissima Annunziata |          |
| Sant'Irene                                                               | Salita della Colonna 41.20831°N 13.58723°E                                                      | prima del 609               | ?                                       | romanico                                                                | scomparsa                                                                        | sede dell'omonima parrocchia soppressa nel 1569 |          |
| San Leonardo                                                             | Via Faustina 41.210226°N 13.582505°E                                                            | 1225                        | ?                                       | ?                                                                       | scomparsa                                                                        | appartenente al Sovrano Militare Ordine di Malta (femminile) |          |
| San Ludovico o San Luise                                                 | Via Angioina 41.207991°N 13.583785°E                                                            | prima del 1390              | ?                                       | ?                                                                       | scomparsa                                                                        | sede dell'omonima parrocchia, trasferita nel 1440 nella chiesa di Santa Maria della Porta |          |
| Santa Lucia già Santa Maria in Pensulis                                  | Via Ladislao 41°12′30.1″N 13°35′19.61″E                                                         | XI secolo                   | XIII secolo                             | romanico                                                                | sconsacrata                                                                      | sede dell'omonima parrocchia "mitrata" trasferrita nel 1972 in Santa Caterina d'Alessandria, e della confraternita di San Filippo Neri |          |
| Madonna della Solitudine o della Soledad                                 | Lungomare Caboto 41.213194°N 13.575675°E                                                        | 1628                        |                                         | barocco                                                                 | saltuariamente officiata                                                         | dentro porta Carlo V |          |
| Santa Maria dell'Arco                                                    | Via Angioina 41.209766°N 13.582169°E                                                            | ?                           | ?                                       | ?                                                                       | scomparsa                                                                        | giuspatronato della famiglia Antoniani |          |
| Santa Maria del Castello                                                 | Salita Castello 41.207423°N 13.584688°E                                                         | 1820 circa                  | ?                                       | neoclassico                                                             | officiata                                                                        | sede di cappellania militare della Scuola nautica della Guardia di Finanza |          |
| Santa Maria della Maina                                                  | Via Aragonese 41.2076°N 13.587718°E                                                             | ?                           | XII secolo                              | romanico                                                                | scomparsa, sopravvive il campanile che fu inglobato nel convento di San Domenico | annessa ad un monastero benedettino femminile fino al 1438, sede dell'omonima parrocchia trasferita negli anni 1440 nella successiva chiesa di San Domenico |          |
| Santa Maria del Monte                                                    | Via Aragonese 41.208182°N 13.58615°E                                                            | XIV secolo                  | XX secolo                               | barocco                                                                 | sconsacrata                                                                      | già eremo |          |
| Santa Maria della Porta o fuori Porta poi detta San Ludovico o San Luise | Piazza Commestibili 41.208746°N 13.584303°E                                                     | prima dell'899              | ?                                       | ?                                                                       | scomparsa                                                                        | già sede dell'omonima parrocchia, dal 1440 sede della parrocchia di San Ludovico, trasferita nel 1773 nella chiesa dello Spirito Santo |          |
| Santa Maria della Sanità o San Camillo                                   | Via Faustina 41.21125°N 13.581671°E                                                             | 1617                        | 1673                                    | barocco                                                                 | scomparsa                                                                        | annessa al convento dei chierici regolari Ministri degli Infermi soppresso nel 1806 |          |
| Santa Maria della Sorresca                                               | Via Duomo 41.20907°N 13.585447°E                                                                | 1617                        | XIX secolo                              | barocco                                                                 | non officiata                                                                    | |          |
| Santa Maria di Torre d'Oria e San Gaetano                                | Lungomare Caboto 41.213144°N 13.574151°E                                                        | prima del 1600              | ?                                       | barocco                                                                 | scomparsa                                                                        | sede dell'omonima parrocchia soppressa nel 1707 |          |
| Santa Marina o Santa Marinella                                           | Via degli Albito 41.209034°N 13.585511°E                                                        | ?                           | ?                                       | ?                                                                       | scomparsa                                                                        | sede dell'omonima parrocchia esistente prima del 1443 |          |
| San Martino                                                              | Via Santa Maria Ausiliatrice 41.208954°N 13.581829°E                                            | ?                           | ?                                       | gotico                                                                  | sconsacrata                                                                      | annessa al monastero dapprima dei monaci benedettini, poi dei monaci certosini; giuspatronato della famiglia Gaetani di Castelmola |          |
| San Matteo Vecchio                                                       | Via Bausan 41.2093°N 13.588469°E                                                                | prima del 1100              | ?                                       | ?                                                                       | scomparsa                                                                        | giuspatronato della famiglia Baraballo fino al 1528, poi della famiglia Gattola |          |
| San Matteo                                                               | Via Angioina 41.211228°N 13.581186°E                                                            | dopo il 1536                | ?                                       | ?                                                                       | scomparsa                                                                        | giuspatronato della famiglia Gattola |          |
| San Montano                                                              | Via Nazario Sauro 41.207835°N 13.589166°E                                                       | 1673                        | ?                                       | barocco                                                                 | scomparsa                                                                        | annessa al monastero delle terziarie regolari francescane fino al 1809 |          |
| San Montano Vecchio                                                      | Piazza Cavallo 41.208914°N 13.587821°E                                                          | ?                           | ?                                       | gotico                                                                  | scomparsa                                                                        | |          |
| Natività di Maria o dell'Ulivo già San Giacomo degli Spagnoli            | Via Angioina 41.213467°N 13.577829°E                                                            | prima del 1000              | 1854                                    | barocco                                                                 | non officiata                                                                    | già sede dell'arciconfraternita dei Bianchi o dell'Ulivo |          |
| San Nicola di Bari                                                       | Salita degli Albito 41°12′30.1″N 13°35′19.61″E                                                  | prima del 958               | XIV secolo                              | gotico                                                                  | parzialmente crollata, in stato di abbandono                                     | sede dell'omonima parrocchia soppressa nel 1809 |          |
| San Nicola da Tolentino                                                  | Via Bausan 41.209432°N 13.589016°E                                                              | 1606                        | ?                                       | ?                                                                       | scomparsa                                                                        | giuspatronato della famiglia Oliva già Sedile dei Nobili della Città |          |
| Sant'Onofrio                                                             | Via Angioina 41.21186°N 13.580249°E                                                             | 1489                        | ?                                       | ?                                                                       | scomparsa                                                                        | |          |
| Cappella del Palazzo Arcivescovile                                       | Via Docibile 41.209274°N 13.586971°E                                                            | 1723                        | 2013                                    | contemporaneo                                                           | officiata                                                                        | nel palazzo Arcivescovile |          |
| Cappella di Palazzo De Vio                                               | Piazza Cardinale De Vio 41.208998°N 13.586312°E                                                 | anni 2010                   |                                         | contemporaneo                                                           | non officiata                                                                    | nel Palazzo De Vio, già seminario diocesano dal 1771 agli anni 1960, in origine Palazzo Vescovile |          |
| San Pantaleone                                                           | Salita Beccheria 41.208509°N 13.584596°E                                                        | ?                           | ?                                       | ?                                                                       | scomparsa                                                                        | |          |
| San Paolo                                                                | Salita Casa Tosti 41.209545°N 13.583178°E                                                       | prima del 1357              | ?                                       | ?                                                                       | scomparsa                                                                        | dipendenza di Sant'Angelo in Planciano, poi locata alla famiglia Antoniani per uso di oratorio privato |          |
| San Pietro Apostolo o del Porto                                          | Via Pio IX 41.209337°N 13.590257°E                                                              | prima del 954               | ?                                       | ?                                                                       | scomparsa                                                                        | sede dell'omonima parrocchia "mitrata", trasferita in San Giovanni della Porta nel 1805 |          |
| Beato Pio IX                                                             | Via Santissima Trinità 41.205862°N 13.571086°E                                                  | seconda metà del XIX secolo | ?                                       | rococò                                                                  | non officiata                                                                    | all'interno del santuario della Santissima Trinità |          |
| Santi Quaranta Martiri                                                   | Via Annunziata 41.211823°N 13.580739°E                                                          | ?                           | ?                                       | ?                                                                       | scomparsa                                                                        | |          |
| San Quirico                                                              | Via Nazario Sauro 41.207785°N 13.588652°E                                                       | prima del 1024              | ?                                       | ?                                                                       | scomparsa                                                                        | annessa ad un monastero di monache benedettine fino alla seconda metà del XV secolo, poi terziarie regolari francescane già sede della parrocchia omonima |          |
| Cappella Reale del Castello Inferiore                                    | Via Angioina 41.207601°N 13.583849°E                                                            | 1850                        | ?                                       | neoclassico                                                             | sconsacrata                                                                      | nella torre ovest del Castello Inferiore |          |
| Cappella Reale del Castello Superiore                                    | Salita Castello 41.207317°N 13.58616°E                                                          | 1445 circa                  | ?                                       | gotico                                                                  | scomparsa                                                                        | nella cortina est del Castello Superiore |          |
| Santa Reparata                                                           | ?                                                                                               | prima del 1393              | ?                                       | ?                                                                       | scomparsa                                                                        | |          |
| San Salvatore poi San Giacomo degli Italiani                             | Vicolo Caetani 41°12′33.01″N 13°35′11.72″E                                                      | inizi dell'XI secolo        | XVI secolo                              | barocco                                                                 | parzialmente crollata, riconvertita in spazio polivalente                        | sede dell'omonima parrocchia, soppressa nel 1519 |          |
| Santa Scolastica                                                         | Via Faustina 41.211531°N 13.581375°E                                                            | prima del 600               | ?                                       | ?                                                                       | scomparsa                                                                        | dipendenza dell'Abbazia di Montecassino, già sede della confraternita di Santa Maria della Neve o di Santa Scolastica |          |
| Santi Sebastiano e Rocco                                                 | Via Angioina 41.212134°N 13.58002°E                                                             | XIV secolo                  | 1650 circa                              | gotico                                                                  | sconsacrata                                                                      | già sede dell'omonima confraternita |          |
| San Silvestro                                                            | Via Aragonese, Vico I 41.207819°N 13.587187°E                                                   | prima del 1186              | ?                                       | romanico                                                                | inglobata in altri edifici                                                       | sede dell'omonima parrocchia soppressa nel 1569 |          |
| San Silviniano                                                           | Salita degli Albito 41.208923°N 13.585132°E                                                     | prima del 903               | ?                                       | romanico                                                                | inglobata in altri edifici                                                       | sede dell'omonima parrocchia soppressa nel 1569 |          |
| Spirito Santo                                                            | Piazza Livio Bonelli 41.210892°N 13.582282°E                                                    | XIV secolo                  | 1771                                    | gotico                                                                  | scomparsa                                                                        | già sede della confraternita dello Spirito Santo e dal 1771 di quella di San Gregorio; dal 1773 sede della parrocchia di San Ludovico |          |
| Santo Stefano                                                            | Via San Giovanni 41.213823°N 13.562741°E                                                        | prima del 1384              | ?                                       | gotico                                                                  | inglobata in altri edifici                                                       | già sede della parrocchia omonima |          |
| Santi Teodoro e Martino o San Teodoro                                    | Via Angioina 41.207891°N 13.584468°E                                                            | prima del 906               | 1445 circa                              | gotico                                                                  | inglobata nel castello Angioino                                                  | annessa ad un monastero benedettino maschile fino al 1436 |          |
| San Tommaso Apostolo poi del Rosario                                     | Via Aragonese 41.208041°N 13.586963°E                                                           | prima del 1135              | XVII-XVIII secolo                       | barocco                                                                 | officiata                                                                        | sede dell'omonima parrocchia "mitrata" fino al 1809, dal 1809 sede della confraternita del Rosario |          |
| Santissima Trinità                                                       | Via Santissima Trinità 41.205516°N 13.57046°E                                                   | prima del 1000              | XVII secolo                             | barocco                                                                 | officiata                                                                        | annessa al cenobio dapprima dei monaci benedettini, poi Ordine dei frati minori scalzi e ora del pontificio istituto missioni estere |          |
| San Vito                                                                 | Salita degli Albito 41.208652°N 13.585972°E                                                     | prima del 1262              | ?                                       | ?                                                                       | scomparsa                                                                        | sede dell'omonima parrocchia soppressa nel 1569 |          |

### Edifici di culto fuori le mura
| Nome                                                                                     | Ubicazione                                                | Fondazione            | Ultimi interventi di rilievo | Stile architettonico prevalente | Stato attuale                   | Note | Immagine |
| ---------------------------------------------------------------------------------------- | --------------------------------------------------------- | --------------------- | ---------------------------- | ------------------------------- | ------------------------------- | --- | -------- |
| Santissima Addolorata al Colle                                                           | Via del Colle 41.21808°N 13.557312°E                      | 1841                  | 1941                         | ?                               | non officiata                   | di proprietà dapprima della famiglia Buongiovanni, poi della famiglia Di Fonzo |          |
| Sant'Agostino a Vivano                                                                   | Piana di Sant'Agostino 41.228627°N 13.506346°E            | prima del 1061        | ?                            | ?                               | scomparsa                       | |          |
| Sant'Ambrogio                                                                            | Via Conca 41°14′22.01″N 13°33′52.8″E                      | XIII secolo           | XIV secolo                   | gotico                          | sconsacrata                     | rettoria soppressa nel 1481 |          |
| Sant'Andrea                                                                              | già in vico 26 Corso Attico 41.226086°N 13.566263°E       | prima del 1459        | ?                            | ?                               | scomparsa                       | sede dell'omonima parrocchia soppressa nel 1628 giuspatronato della famiglia Gattola |          |
| Sant'Angelo dei Marzi                                                                    | Via Sant'Angelo 41.257388°N 13.557605°E                   | prima del 1185        | -                            | gotico                          | sconsacrata                     | appartenente ai monaci benedettini |          |
| Sant'Antonio di Padova                                                                   | Salita Cappuccini 41.221229°N 13.567085°E                 | 1715 circa            | XX secolo                    | barocco                         | sconsacrata                     | annessa ad un convento dei frati minori cappuccini soppresso nel 1866 |          |
| Santi Apostoli                                                                           | Viale Battaglione Alpini Piemonte 41.214799°N 13.570489°E | prima del 1711        | ?                            | barocco                         | scomparsa                       | sede dell'omonima parrocchia soppressa nel 1815 |          |
| Santi Carlo e Anna o San Carlo                                                           | Lungomare Giovanni Caboto 41.228693°N 13.566468°E         | 1628                  | seconda metà del XX secolo   | barocco                         | officiata                       | sede della parrocchia di San Carlo Borromeo, già della confraternita dell'Angelo Custode |          |
| Cappella della Casa della Vita                                                           | Via del Colle 41.217411°N 13.5521°E                       | seconda metà del 1950 | -                            | contemporanea                   | officiata                       | all'interno della Casa della Vita |          |
| Santi Cosma e Damiano anche detta San Cosmo Vecchio                                      | Via dell'Indipendenza 41.223207°N 13.569267°E             | 800 circa             | metà del XX secolo           | gotico                          | officiata                       | sede dell'omonima parrocchia trasferita nel 1944 nella chiesa di Santa Maria di Porto Salvo, già sede della confraternita del Rosario "di Elena" |          |
| Santa Fortunata                                                                          | Serapo                                                    | ?                     | ?                            | ?                               | scomparsa                       | |          |
| San Giacomo                                                                              | Via San Giacomo-Collemare 41.258746°N 13.545388°E         | ?                     | ?                            | ?                               | scomparsa                       | dipendenza del monastero di San Martino di Itri |          |
| San Giacomo Apostolo già San Giacomo di Terra Rossa                                      | Via della Indipendenza 41°13′02.6″N 13°34′12.83″E         | primi del XVI secolo  | 1957                         | barocco contemporaneo           | officiata                       | sede dell'omonima parrocchia e della confraternita di San Francesco già sede della confraternita di San Gregorio |          |
| San Giacomo di Galizia                                                                   | Via San Giacomo 41.229796°N 13.566726°E                   | 1357                  | ?                            | ?                               | scomparsa                       | annessa ad un monastero di monaci certosini fino al 1851 |          |
| San Lorenzo in Pontone                                                                   | lungo il torrente Pontone                                 | prima dell'830        | ?                            | ?                               | scomparsa                       | |          |
| Santa Maria delle Grazie, San Francesco d'Assisi e San Silvestro o Madonna di Casalarga  | Via Sant'Agostino 41.23243°N 13.54516°E                   | prima del XVII secolo | 1955                         | ?                               | saltuariamente officiata        | |          |
| Madonna di Casaregola                                                                    | Via Sant'Agostino 41.233061°N 13.540275°E                 | prima del 1180        | ?                            | ?                               | scomparsa                       | rettoria soppressa nel 1481 |          |
| Santissima Immacolata e Anime Sante del Purgatorio o Madonna della Catena                | Via Catena 41.210004°N 13.54883°E                         | 1635                  | XX secolo                    | barocco                         | non officiata                   | giuspatronato della famiglia Gattola, eremo e santuario; annessa ad un convento delle suore adoratrici del Sangue di Cristo fino agli inizi degli anni 2000                                                                                          |          |
| Madonna della Civita                                                                     | Via Conca 41.239294°N 13.569119°E                         | anni 1950             | ?                            | ?                               | sconsacrata                     | annessa ad un istituto dei servi della carità |          |
| Madonna del Colle                                                                        | Via del Colle 41.23243°N 13.54516°E                       | prima del XVII secolo | 1882                         | ?                               | saltuariamente officiata        | |          |
| Santa Maria Bambina o Madonna di Conca                                                   | Via Conca 41.23243°N 13.54516°E                           | 1639                  | ?                            | ?                               | saltuariamente officiata        | già dipendenza del monastero di Santa Caterina |          |
| Madonna delle Grazie ad Arcella                                                          | Lungomare Caboto 41.243208°N 13.576322°E                  | ?                     | ?                            | ?                               | scomparsa                       | |          |
| Madonna di Longato                                                                       | Via Sant'Agostino 41.232416°N 13.530104°E                 | 1832                  | 1882                         | -                               | non officiata                   | |          |
| Madonna della Treglia                                                                    | Lungomare Caboto 41.231486°N 13.567344°E                  | prima del 1829        | ?                            | ?                               | scomparsa                       | già dipendenza del monastero di San Giacomo di Galizia |          |
| Madonnella di Serapo                                                                     | Via Torino 41.212671°N 13.56383°E                         | ?                     | ?                            | ?                               | scomparsa                       | |          |
| Santi Maria, Agata e Onofrio o Sant'Agata                                                | Colle Sant'Agata 41°13′40.95″N 13°33′41.5″E               | 1327                  | -                            | gotico                          | sconsacrata, in stato di rudere | annessa ad un convento del terzo ordine regolare di San Francesco, poi dei frati minori soppresso nel 1809 |          |
| Santa Maria del Buon Cammino                                                             | Montesecco 41.212479°N 13.570905°E                        | ?                     | ?                            | ?                               | scomparsa                       | |          |
| Santa Maria di Monte Ospedale o Madonna della Cappella                                   | Via IV Novembre 41.215064°N 13.567625°E                   | dopo il 1100          | ?                            | ?                               | scomparsa                       | appartenente al Sovrano Militare Ordine di Malta |          |
| Santa Maria della Pietà                                                                  | Montesecco 41.21194°N 13.571172°E                         | 1580 circa            | ?                            | ?                               | scomparsa                       | annessa ad un convento dei frati minori cappuccini soppresso nel 1707 |          |
| Santa Maria Assunta al Pizzone                                                           | Lungomare Caboto 41.231882°N 13.567361°E                  | XVII secolo           | ?                            | ?                               | scomparsa                       | di proprietà della famiglia Chinappi |          |
| Santa Maria di Porto Salvo anche detta degli Scalzi                                      | Salita degli Scalzi 41°13′07.93″N 13°34′07.46″E           | 1624                  | -                            | barocco                         | officiata                       | annessa ad un convento di agostiniani scalzi soppresso nel 1806, già sede della confraternita di San Maria di Porto Salvo, dal 1944 sede della parrocchia dei Santi Cosma e Damiano                                                                  |          |
| Santa Maria del Suffragio                                                                | Via Giuseppe Garibaldi 41°12′56.74″N 13°33′40.21″E        | 1850                  | -                            | neoclassico                     | non officiata                   | nel cimitero comunale |          |
| Asceterio di San Nilo                                                                    | Montesecco 41.21382°N 13.568121°E                         | 994                   | -                            | ?                               | scomparso                       | eremo dell'ordine basiliano italiano di Grottaferrata |          |
| San Nilo Vecchio                                                                         | Via San Nilo 41.212915°N 13.561629°E                      | 1938                  | -                            | -                               | scomparsa                       | |          |
| San Nilo Abate                                                                           | Via San Nilo 41.212915°N 13.561629°E                      | 1965                  | -                            | contemporaneo                   | officiata                       | sede dell'omonima parrocchia, santuario dal 2014 |          |
| Nostra Signora di Lourdes                                                                | Via Monte Altino 41.231021°N 13.55461°E                   | anni 1980             | -                            | contemporaneo                   | officiata                       | al primo piano di un edificio residenziale |          |
| Nostra Signora della Misericordia                                                        | Via Atratina 41.217937°N 13.566163°E                      | 1926                  | no                           | neoclassico                     | officiata                       | all'interno del convento delle suore di Santa Maria Maddalena Postel |          |
| Beato Oliver Plunkett e Santi Martiri Irlandesi                                          | Lungomare Caboto 41.244722°N 13.576187°E                  | anni 1930             | -                            | eclettico                       | sconsacrata                     | all'interno della ex residenza estiva del Pontificio Collegio Irlandese |          |
| Cappella dell'Ospedale Luigi Di Liegro                                                   | Salita Cappuccini 41.221507°N 13.566761°E                 | 1980                  | -                            | contemporanea                   | non officiata                   | all'interno dell'Ospedale Luigi Di Liegro |          |
| San Paolo Apostolo                                                                       | Piazza Trieste 41.211676°N 13.5649°E                      | 1964                  | -                            | contemporaneo                   | officiata                       | sede dell'omonima parrocchia |          |
| Santi Procolo, Stefano e Madonna della Civita o San Procolo                              | Via della Indipendenza 41.224266°N 13.568054°E            | ?                     | ?                            | barocco                         | scomparsa                       | giuspatronato della famiglia Gattola, dal 1858 sede della confraternita di Santo Stefano |          |
| San Raffaele                                                                             | Via Conca 41.239521°N 13.568807°E                         | anni 1890             | -                            | contemporaneo                   | non officiata                   | già di proprietà della famiglia Chinappi, all'interno dell'ex seminario diocesano |          |
| San Sergio vecchio                                                                       | Piazza della Libertà 41.215066°N 13.570171°E              | prima del 1375        | ?                            | ?                               | scomparsa                       | |          |
| San Sergio nuovo                                                                         | Piazza della Libertà 41.215258°N 13.571132°E              | 1638                  | ?                            | ?                               | scomparsa                       | sede dell'omonima parrocchia soppressa prima del 1711 giuspatronato della famiglia Guastaferri |          |
| Santo Spirito del Borgo                                                                  | Via della Indipendenza 41.221003°N 13.569101°E            | prima del 1390        | ?                            | ?                               | sconsacrata                     | appartenente agli ospedalieri di Santo Spirito fino al 1847, poi di proprietà della famiglia Vendittis (all'interno del cui palazzo è situata) già sede della confraternita della Madonna degli Angeli dal 1600 circa, officiata fino agli anni 1950 |          |
| Spirito Santo, Beata Vergine Maria e San Giovanni Evangelista o Santo Spirito di Zennone | Piana di Arzano 41.236576°N 13.559676°E                   | 1295                  | -                            | gotico                          | sconsacrata, in stato di rudere | annessa all'omonima abbazia dei monaci cistercensi fino al 1750 circa |          |
| Santo Stefano Protomartire                                                               | Via dei Frassini 41.217442°N 13.553813°E                  | 2009                  | -                            | contemporaneo                   | officiata                       | sede dell'omonima parrocchia |          |
| Cappella di villa Mendoza                                                                | Via Gastone Maresca 41.21686°N 13.560672°E                | XIX secolo            | ?                            | ?                               | scomparsa                       | |          |
| San Vitale                                                                               | Via dell'Agricoltura 41.241113°N 13.549427°E              | XIV secolo            | ?                            | gotico                          | sconsacrata, in stato di rudere | all'interno di una grancia dei monaci cistercensi |          |

## Edificio di culto non cattolici
| Denominazione                                     | Ubicazione                                     | Immagine |
| ------------------------------------------------- | ---------------------------------------------- | -------- |
| Chiesa cristiana avventista del settimo giorno    | Via dei Frassini 41.217643°N 13.560294°E       |          |
| Chiesa cristiana evangelica "Emmanuele"           | Via della Indipendenza 41.222817°N 13.567174°E |          |
| Chiesa cristiana evangelica pentecostale "L'Oasi" | Vico Orticello 41.223696°N 13.569378°E         |          |
| Sala del Regno dei Testimoni di Geova             | Via San Giacomo 41.230388°N 13.566544°E        |          |